# Azay-sur-Thouet
Azay-sur-Thouet é uma comuna francesa na região administrativa da Nova Aquitânia, no departamento de Deux-Sèvres. Estende-se por uma área de 20,2 km². Em 2010 a comuna tinha 1 165 habitantes (densidade: 57,7 hab./km²).